# Ritmo circadiano
En la biología, los ritmos circadianos (del latín circa, que significa ‘alrededor de’ y dies, que significa ‘día’) son oscilaciones de las variables biológicas en intervalos regulares de aproximadamente 24 horas.
La alteración en la secuencia u orden de los ritmos circadianos, tiene un efecto negativo a corto plazo como en el jetlag, y a mediano plazo pueden desencadenar desórdenes neurológicos como los trastornos del sueño del ritmo circadiano y otros psiquiátricos como el trastorno afectivo estacional y el trastorno bipolar.

## Características
Los ciclos circadianos han sido los más estudiados dentro de los ritmos biológicos. 

Todos los animales (incluidos los seres humanos), las plantas y todos los organismos muestran algún tipo de variación rítmica fisiológica (tasa metabólica, producción de calor, floración, etcétera) que suele estar asociada con un cambio ambiental rítmico. En todos los organismos eucariotas así como muchos procariotas se han documentado diferentes ritmos con períodos que van desde fracciones de segundo hasta años. Si bien son modificables por señales exógenas, estos ritmos persisten en condiciones de laboratorio, aun sin estímulos externos.
El valor de periodo de los ritmos circadianos, les permite sincronizar a los ritmos ambientales que posean un valor de periodo entre 20 y 28 horas, como son los ciclos de luz y de temperatura. 
Los ritmos circadianos son endógenos y establecen una relación de fase estable con estos ciclos externos alargando o acortando su valor de periodo e igualándolo al del ciclo ambiental. Poseen las siguientes características:
- Son endógenos, y persisten sin la presencia de claves temporales.
- En condiciones constantes se presenta una oscilación espontánea con un periodo cercano a las 24 horas (de ahí el nombre circadianos).
- La longitud del periodo en oscilación espontánea se modifica ligeramente o prácticamente nada al variar la temperatura, es decir, poseen mecanismos de compensación de temperatura.
- Son susceptibles de sincronizar a los ritmos ambientales que posean un valor de periodo aproximado de 24 horas, como los ciclos de luz y de temperatura.
- El ritmo se desorganiza bajo ciertas condiciones ambientales como con luz brillante.
- En oscilación libre o espontánea, generalmente el período para especies diurnas es mayor de 24 horas y para especies nocturnas el período es menor a las 24 horas (ley de Aschoff), aunque tiene más excepciones que ejemplos que cumplan la regla.

Al cambio cíclico ambiental que es capaz de sincronizar un ritmo endógeno se le denomina sincronizador o zeitgeber (el término equivalente en alemán).
Los ritmos circadianos son regulados por «relojes» circadianos, estructuras cuya complejidad varía según el organismo que corresponda.

## Historia
El conocimiento de la periodicidad de los fenómenos naturales y ambientales de los ritmos circadianos datan de épocas muy primitivas de la historia de la humanidad, y el tiempo y la variación periódica de los fenómenos biológicos en la salud y en la enfermedad ocupaban un lugar muy importante en las doctrinas de los médicos de la antigüedad. Estos conceptos fueron recogidos y ampliados con observaciones propias de los naturalistas griegos. Así, por ejemplo, Aristóteles, y más tarde Galeno, escriben sobre la periodicidad del sueño, centrándola en el corazón el primero y en el cerebro el segundo. Hechos como la floración de las plantas, la reproducción estacional de los animales, la migración de las aves, la hibernación de algunos mamíferos y reptiles, fenómenos todos ellos cotidianos para el hombre, fueron inicialmente considerados como simples consecuencias de la acción de factores externos y astronómicos. De acuerdo con esta opinión, que permaneció durante siglos, el medio ambiente imponía su rutina a los seres vivos.
En 1729 el francés Jean de Mairan, usando una planta heliotrópica, realizó el primer experimento que cambiaría las teorías que afirmaban que los ritmos circadianos eran meras respuestas pasivas al ambiente y sugiriendo su localización endógena. En 1832, Agustín de Candolle añade una segunda evidencia de la naturaleza endógena de los ritmos biológicos, cuando demuestra que bajo condiciones constantes el período de los ciclos de los movimientos de las plantas duraba unas 24 horas.
A finales del siglo XIX, Aschoff, Wever y Siffre desarrollaron las primeras investigaciones en sujetos humanos y aparecieron las primeras descripciones sobre los ritmos diarios de temperatura en trabajadores a turnos o en soldados durante las guardias nocturnas.
Sin embargo, si bien desde hace más de dos siglos se conocen los ritmos circadianos, hasta la década de 1960 no se acuña el término circadiano, por Franz Halberg, a partir de los términos circa (lat., ‘alrededor’) y diem (lat., ‘día’). Fue además el principal impulsor de la cronobiología o estudio formal de los ritmos biológicos temporales tanto diurnos y semanales como anuales.
En 1977, el Comité Internacional de Nomenclatura de la Sociedad Internacional de Cronobiología adoptó formalmente la definición:

Circadiano: relativo a variaciones o ritmos biológicos con una frecuencia de 1 ciclo en 24±4 h; circa (sobre, aproximadamente) y dies (día o 24 h). Nota: el término describe ritmos con una duración de ciclo de aproximadamente 24 h, ya sea que estén sincronizados en frecuencia (aceptable) o estén desincronizados o libres de la escala de tiempo ambiental local, con períodos ligeramente pero consistentemente diferentes de 24 h.
En 2017,  Jeffrey C. Hall, Michael Rosbash y Michael W. Young fueron  los ganadores del Premio Nobel de Medicina  tras descubrir los mecanismos moleculares que regulan el ritmo circadiano.

## Orígenes
Se cree que los relojes circadianos evolucionaron como una adaptación para anticipar los cambios diarios en los factores ambientales cíclicos externos y para alinear la fase de ritmicidad conductual, fisiológica y metabólica de un organismo con el momento más adecuado del día.
Los ritmos circadianos se habrían originado en las células más primitivas con el propósito de proteger la replicación del ADN de la alta radiación ultravioleta durante el día. Como resultado de esto, la replicación de ADN se habría relegado al período nocturno. El hongo Neurospora mantiene este mecanismo circadiano de replicación de su material genético.[cita requerida]
El «reloj circadiano» más simple del que se tiene conocimiento es el de las cyanobacterias. Se ha demostrado que el reloj circadiano del Synechococcus elongatus puede ser reconstruido in vitro con el ensamblaje de solo tres proteínas, funcionando con un ritmo de 22 horas durante varios días, sólo con la adición de ATP[cita requerida]. 
Si bien el funcionamiento del ciclo circadiano de estos procariotas no depende de mecanismos de retroalimentación de transcripción/traducción de ADN, para los seres eucariotas sí sería esta última la manera de regular sus ritmos circadianos. De hecho, aunque los ciclos de eucariontes y procariontes comparten la arquitectura básica (señal de entrada/oscilador interno/señal de salida), no comparten ninguna otra similitud, por lo que se postulan diferentes orígenes para ambos.

## Ritmos circadianos animales
Los ritmos circadianos son importantes no solo para determinar los patrones de sueño y alimentación de los animales, sino también para la actividad de todos los ejes hormonales, la regeneración celular y la actividad cerebral, entre otras funciones. 

### El núcleo supraquiasmático
El reloj circadiano en los mamíferos se localiza en el núcleo supraquiasmático (NSQ), un grupo de neuronas del hipotálamo medial. La destrucción de esta estructura lleva a la ausencia completa de ritmos circadianos. Por otra parte, si las células del NSQ se cultivan in vitro, mantienen su propio ritmo en ausencia de señales externas. De acuerdo con esto, se puede establecer que el NSQ conforma el “reloj interno” que regula los ritmos circadianos.
La actividad del NSQ es modulada por factores externos, fundamentalmente la variación de luz. El NSQ recibe información sobre la luz externa a través de los ojos. La retina contiene no solo fotorreceptores clásicos que nos permiten distinguir formas y colores. También posee células ganglionares con un pigmento llamado melanopsina, las que a través del tracto retinohipotalámico llevan información al NSQ. El NSQ toma esta información sobre el ciclo luz/oscuridad externo, la interpreta, y la envía a la glándula pineal. Esta última secreta la hormona melatonina en respuesta al estímulo proveniente del NSQ, si este no ha sido suprimido por la presencia de luz brillante. La secreción de melatonina pues, es baja durante el día y aumenta durante la noche.

### Efectos del ciclo luz-oscuridad
El ritmo está ligado al ciclo de luz-oscuridad. Los animales, incluyendo los humanos, mantenidos en total oscuridad por períodos extensos, acaban funcionando con un ritmo de sueño-vigilia irregular. Su ciclo de sueño se atrasa o adelanta cada "día", dependiendo de si el "día", su período endógeno, es menor o mayor que 24 horas. La claves ambientales que reajustan los ritmos cada día son llamados "zeitgebers" (proveniente del alemán, "dadores de tiempo"). Los animales subterráneos totalmente ciegos, (e.g., rata topo ciega), son capaces de mantener su reloj interno en la evidente ausencia de un estímulo externo. A pesar de la falta de estructura de ojos, sus fotorreceptores (los cuales detectan la luz) siguen funcionando; de la misma forma ellos salen periódicamente a la superficie.
Los organismos de libre funcionamiento que normalmente tienen uno o dos episodios de sueño consolidado, los seguirán manteniendo en un ambiente privado de "zeitgebers", pero el ritmo no esta entrenado  con el ciclo de 24 horas de luz-oscuridad en la naturaleza. El ritmo de sueño-vigilia, en estas circunstancias, puede producir un desfase con otro ritmo circadiano o ultradiano, así como el metabólico, hormonal, CNS eléctrico, o ritmos de neurotransmisores.
Recientes estudios han influenciado el diseño de ambientes de las naves espaciales, con sistemas de simulación del ciclo luz-oscuridad, se han encontrado grandes beneficios en los astronautas.

### Hormonas afectadas por el ciclo circadiano
Existe una serie de procesos biológicos que están subordinados al ciclo circadiano. Entre ellos podemos citar la enzima hexokinasa, la regeneración del epitelio intestinal y la producción de una serie de hormonas como son:
- ACTH: Hormona adenocorticotrópica
- Cortisol[15]
- TSH: hormona estimulante de la tiroides
- FSH hormona foliculoestimulante
- LH: hormona luteinizante
- Estradiol
- Renina
- Un péptido natriurético altamente útil en determinación de infartos, hipertensión y fallo renal.

Además, se considera que el ciclo circadiano cambia según estaciones (ritmos circanuales) y que las concentraciones de hormonas en sangre varían, según otros factores, como la edad o el estado de salud.  
También se sabe que existen retrasos en el ciclo biológico femenino; un retraso del estradiol de un día si hay un traslado de una región de alta presión a baja presión y de baja temperatura a alta temperatura.

### Más allá del “reloj maestro”
Recientemente, se ha postulado que muchas células no nerviosas poseen también ritmos circadianos, y comparten con el NSQ la maquinaria molecular circadiana (genes reloj). Por ejemplo, las células hepáticas responden a los ciclos alimentarios más que a la luz. Este y otros tipos celulares que tienen sus propios ritmos se llaman osciladores periféricos (siempre subordinados al núcleo supraquiasmatico). Estos tejidos incluyen: el esófago, pulmones, hígado, bazo, timo, células sanguíneas, células dérmicas, glándula suprarrenal entre otras. Incluso el bulbo olfatorio y la próstata experimentarían oscilaciones rítmicas en cultivos in vitro, lo que sugiere que también serían osciladores periféricos en una forma débil.
Los osciladores periféricos (relojes periféricos) son sincronizados principalmente por la luz (vía NSQ), pero la hora de alimentación o los glucocorticoides (7) como el cortisol también son señales sincronizadoras menos potentes que la luz, pero igual de efectivas.

## Ritmos circadianos en humanos
Estudios de 2005 en los ritmos circadianos sugieren que la mayoría de las personas prefieren un día cercano a las 25 horas cuando se los aísla de los estímulos externos como la luz del día  y la hora. Sin embargo, estos estudios han tenido limitaciones en proteger a los participantes de la luz artificial. Aunque los sujetos fueron protegidos de los "zeitgebers" y de la luz solar, los investigadores no se percataron de los efectos de la fase-desfase de la luz eléctrica. Los sujetos tenían permitido encender la luz cuando estuvieran despiertos y la podían apagar cuando quisieran dormir. La luz eléctrica en la tarde desfasaba su ritmo circadiano. Otro estudio más estricto, realizado en 1999 por la Universidad de Harvard, estimó que  el ritmo circadiano natural en los humanos es cercano a las 24 horas y 11 minutos, más cercano al día solar.

## Interrupción de ritmos circadianos

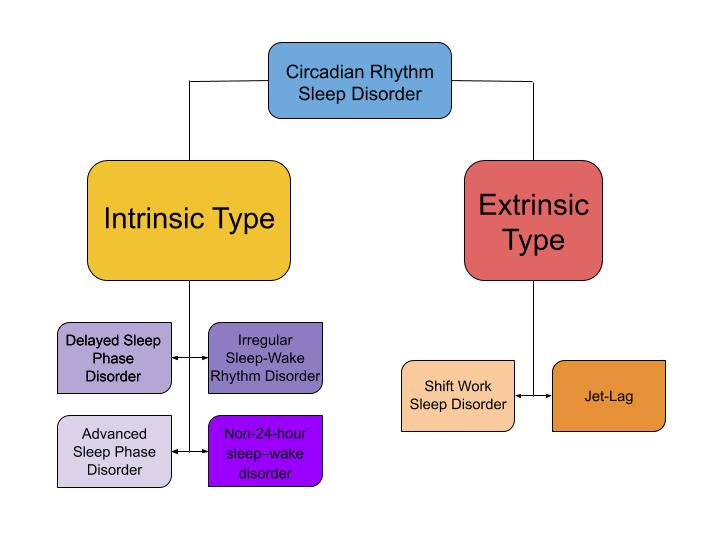
Trastorno del sueño del ritmo circadiano.

La alteración en la secuencia u orden de estos ritmos tiene un efecto negativo a corto plazo. Muchos viajeros han experimentado el jet lag, con sus síntomas de fatiga, desorientación e insomnio. 

Algunos desórdenes psiquiátricos y neurológicos, como el Trastorno afectivo estacional, el Trastorno bipolar y algunos Trastorno del sueño del ritmo circadiano se asocian a funcionamientos irregulares de los ritmos circadianos en general, no solo del ciclo sueño-vigilia. 

Se ha sugerido que las alteraciones de ritmos circadianos en el trastorno bipolar son afectadas positivamente por el tratamiento clásico de este trastorno, el litio (medicamento).
La alteración de los ritmos circadianos a largo plazo tendría consecuencias adversas en múltiples sistemas, particularmente en el desarrollo de exacerbaciones de enfermedades cardiovasculares. 
La periodicidad de algunos tratamientos, en coordinación con el reloj corporal, podría aumentar la eficacia y disminuir las reacciones adversas en forma significativa. Por ejemplo, se ha demostrado que el tratamiento coordinado con inhibidores de la enzima convertidora de angiotensina (IECAs) reduce, en forma más marcada que el tratamiento no coordinado con el mismo fármaco, los parámetros de presión arterial nocturna.

## Control celular del ciclo circadiano
Se ha señalado que las modificaciones postraduccionales en las histonas (el llamado código de las histonas) sería responsable en parte de la regulación celular de los ciclos circadianos.